# Словатичі
Слова́тичі — село в Україні, у Луцькому районі Волинської області. Входить до складу Ківерцівської міської громади. Населення становить 378 осіб.
До 8 серпня 2018 року село належало до Суської сільської ради.
19 липня 2020 року, в результаті адміністративно-територіальної реформи та ліквідації Ківерцівського району, село увійшло до складу Луцького району.

## Історія
У 1906 році село Тростянецької волості Луцького повіту Волинської губернії. Відстань від повітового міста 28 верст, від волості 8. Дворів 56, мешканців 363.

## Населення
Згідно з переписом УРСР 1989 року чисельність наявного населення села становила 360 осіб, з яких 171 чоловік та 189 жінок.
За переписом населення України 2001 року в селі мешкало 378 осіб.

### Мова
Розподіл населення за рідною мовою за даними перепису 2001 року:
| Мова       | Відсоток |
| ---------- | -------- |
| українська | 99,74 %  |
| російська  | 0,26 %   |

## Відомі люди
У селі народився Киричук Василь Павлович (1924–1944) — Герой Радянського Союзу.